# Brandenburger Bierkrieg
Als Brandenburger Bierkrieg wurde ein langjähriger Rechtsstreit zwischen der Klosterbrauerei Neuzelle und der Landesregierung Brandenburg bekannt. Gegenstand der Auseinandersetzung war die Frage, ob der „Schwarze Abt“, ein Schwarzbier, das traditionell mit einem Zuckeranteil (bis zu 2 % Invertzuckersirup) gebraut wird und damit gegen das deutsche Reinheitsgebot verstößt, in Deutschland als „Bier“ in Verkehr gebracht werden darf.
Nach einem Urteil des Europäischen Gerichtshofs aus den 1980er Jahren dürfen ausländische Brauereien in Deutschland auch Bier als „Bier“ vertreiben, das nicht dem Reinheitsgebot entspricht, also neben Malz, Hopfen, Hefe und Wasser noch weitere Zutaten enthält. Für in Deutschland gebraute Biere gilt das nicht, es sei denn, sie werden durch eine Ausnahmegenehmigung als (nicht näher definiertes) „besonderes Bier“ anerkannt. Nachdem 1993 das Bierrecht auch in den neuen Bundesländern zur Geltung gekommen war, stellte die Neuzeller Klosterbrauerei einen entsprechenden Antrag, der jedoch abgelehnt wurde, da dem Schwarzbier lediglich Zucker, nicht aber Gewürze oder Ähnliches hinzugefügt würden.
Die Brauerei war nicht bereit, dieser Beurteilung zu folgen, und so kam es zu einer Reihe von Gerichtsverfahren. Nachdem zeitweise auf den Etiketten des „Schwarzen Abtes“ auf die Bezeichnung „Bier“ verzichtet worden war, begann die Brauerei 2003, das Getränk wieder als „Schwarzbier“ zu kennzeichnen. Nach einer Sprungrevision zum Bundesverwaltungsgericht in Leipzig erging Anfang 2005 das Urteil in letzter Instanz, das der Klosterbrauerei Neuzelle Recht gab. Der zuständige Richter Hans-Joachim Driehaus schloss die Verhandlung mit den Worten „Der Schwarze Abt ist ein besonderes Bier. Er darf gebraut und auch unter dem Namen ‚Bier‘ verkauft werden. Wir wünschen weiterhin viel Genuss beim Trinken.“